# Đảo Sư
Đảo Sư (tiếng Trung: 獅嶼; Hán-Việt: Sư tự/dữ; bính âm: Shī Yǔ; Bạch thoại tự: sai-sū; nghĩa đen 'đảo sư tử') là một đảo nhỏ thuộc 
xã Liệt Tự,  huyện Kim Môn, Trung Hoa Dân Quốc (Đài Loan). Đảo này nằm tại vùng biển giữa đảo Kim Môn và đảo Hạ Môn, cách đảo Liệt Tự khoảng 1 km và cách đảo Hạ Môn khoảng 4 km, diện tích là 0,007 km2
Tên cũ của đảo là đảo Thử '鼠嶼' (bính âm: Shǔ Yǔ, nghĩa là 'đảo chuột'). Trong pháo chiến Kim Môn và những năm sau đó, Bộ trưởng Quốc phòng Trung Hoa Dân Quốc Tưởng Kinh Quốc nhiều lần đến thăm các đảo tiền tuyến quanh đảo lớn Kim Môn. Ông có đổi tên một số đảo để tăng sĩ khí của quân đồn trú, vào khoảng năm 1960 thì đổi thành tên hiện nay. Tuy nhiên,  Trung Quốc đại lục không công nhận việc đổi tên này, và vẫn dùng tên 'đảo Thử' trong các bản đồ hay tài liệu. 
Rạng sáng ngày 7 tháng 7 năm 1953, sư đoàn 92 thuộc quân đoàn 31 của Quân Giải phóng Nhân dân Trung Quốc bí mật lên đảo tập kích, quân đồn trú trên đảo có 3 người thiệt mạng, 4 người bị thương.
Vào khoảng 4 giờ ngày 19 tháng 8 năm 2016, một người đàn ông 23 tuổi người Đại lục chèo trên chiếc phao nhựa đổ bộ lên đảo Sư và lập tức bị lực lượng phòng thủ trên đảo bắt giữ.